# Stazione di Oderzo
Stazione di Oderzo vasútállomás Olaszországban, Veneto régióban, Oderzo településen.

## Vasútvonalak
Az állomást az alábbi vasútvonalak érintik:
- Treviso-Portogruaro-vasútvonal

## Kapcsolódó állomások
A vasútállomáshoz az alábbi állomások vannak a legközelebb: 
- Stazione di Ponte di Piave
- Stazione di Gorgo al Monticano